# 陸怡
陸怡（1431年—？），字順之，直隸常州府武進縣人，軍籍，明朝政治人物。進士出身。

## 生平
早年出身國子生，舉應天府鄉試第九十九名。成化十一年（1475年）乙未科會試第一百五十名，殿試登進士第二甲第八十名。

## 家族
曾祖父陸富。祖父陸朝宗。父亲陸淵，曾任教諭 贈戶部郎中。